# Faro del Cabo Draa
El faro del Cabo Draa es un faro situado en el Cabo Draa, a 30 kilómetros al noreste de la ciudad de El Uatia, en la región de Guelmim-Río Noun, Marruecos. Está gestionado por la autoridad portuaria y marítima del Ministère de l'équipement, du transport, de la logistique et de l'eau.

## Características
Se trata de una torre metálica de 33 metros de altura pintada en blanco y negro con la luz de la linterna de forma cónica, y que se puso en servicio en 1999.